# Vespa pilosella
Vespa pilosella är en getingart som beskrevs av Johann Ludwig Christian Gravenhorst 1807. Vespa pilosella ingår i släktet bålgetingar, och familjen getingar. Inga underarter finns listade i Catalogue of Life.